# 張志清 (贵州)
張志清，贵州遵义人，中国近代政治人物。
毕业于贵州崇武学校。民国21年（1932年），擔任中华民国遵义府婺川縣縣長。后由熊紹華接任。